# ژوزه دولم
لوییس ژوزه لوسین دولم (فرانسوی: Louis José Lucien Dolhem‎؛ زادهٔ ۲۶ آوریل ۱۹۴۴ در پاریس، درگذشتهٔ ۱۶ آوریل ۱۹۸۸ در سن-اتین، لوآر) رانندهٔ مسابقات اتومبیل‌رانی اهل فرانسه بود که در فصل ۱۹۷۴ در مجموع در سه گراند پری از مسابقات جهانی فرمول یک شرکت کرد، اما موفق به کسب هیچ امتیازی نشد.
دولم در ۱۶ آوریل ۱۹۸۸ در یک حادثهٔ سقوط هواپیما در سن-اتین، لوآر کشته‌شد.